# Мьодзін Томокадзу
Мьодзін Томокадзу (яп. 明神 智和, нар. 24 січня 1978, Хьоґо) — японський футболіст.

## Виступи за збірну
2000 року дебютував в офіційних матчах у складі національної збірної Японії. Відтоді провів у формі головної команди країни 26 матчів.

## Статистика виступів
| Збірна Японії | Збірна Японії | Збірна Японії |
| Роки          | Ігри          | голи          |
| ------------- | ------------- | ------------- |
| 2000          | 9             | 2             |
| 2001          | 7             | 0             |
| 2002          | 10            | 1             |
| Усього        | 26            | 3             |

## Титули і досягнення
- У складі збірної:
  - Чемпіон Азії: 2000
- Клубні:
  - Переможець Ліги чемпіонів АФК: 2008
  - Переможець Пантихоокеанського чемпіонату: 2008
  - Чемпіон Японії: 2014
  - Володар Кубка Імператора: 2008, 2009, 2014, 2015
  - Володар Кубка Джей-ліги: 1999, 2007, 2014
  - Володар Суперкубка Японії: 2007, 2015

- Особисті:
  - у символічній збірній Джей-ліги: 2000